# SK Gaming
SK Gaming é uma organização profissional de esportes eletrônicos com sede na Alemanha que possui equipes em todo o mundo competindo em diferentes jogos. SK é particularmente conhecida por seu sucesso em torneios de Counter-Strike. A ex-equipe brasileira de Counter-Strike: Global Offensive da SK venceu o Major do ESL One Cologne 2016. A SK Gaming foi fundada em 1997 por um pequeno grupo de jogadores do Quake em Oberhausen. SK atualmente tem jogadores e times competindo em Rocket League, Clash Royale, Brawl Stars, League of Legends, Hearthstone e World of Warcraft.

## História

### Início
A equipe chamada Schroet Kommando foi fundada em 1997 como um clã alemão de Quake por quatro irmãos e três amigos, em Oberhausen, Alemanha. A equipe original consistia em Ralf "Griff" Reichert, Daniel "Godlike" Beames, Tim "Burke" Reichert, Benjamin "Kane" Reichert, Kristof "Speed" Salwiczek, Carsten "Storch" Kramer e Sven "Ramses" Tümmers. De acordo com Ralf Reichert, o nome original do time surgiu de um dos membros gritar repetidamente "Schröet!". Eventualmente, o time adotou essa palavra no nome, se tornando "Schroet Kommando". Desde então, a organização começou a usar mais a abreviação, até que eventualmente se tornou SK Gaming.
Inicialmente, a casa da família de Daniel "Godlike" Beames era a base da Schroet Kommando, que se concentrava primariamente na série Quake. No início, a Schroet Kommando se tornou um dos primeiros clãs a possuir um time completamente feminino; a jogadora mais notável foi Annemarie "XS" Warnkross, que atualmente é uma apresentadora de TV alemã. A organização expandiu para o Counter-Strike, onde se tornou uma das equipes mais bem sucedidas da Alemanha. Em setembro de 2011, Andreas "bds" Thorstensson uniu sua nova corporação e seu time Geekboys com a SK Gaming, com a perspectiva de longo prazo de enfatizar o sucesso de sua própria organização. Thorstenssons revolucionou os esportes eletrônicos por tornar a SK a primeira organização a ter serviços premium ("SK Insider", uma loja virtual na qual os assinantes podiam fazer download de demos (replays), mods e add-ons melhores e mais rápidos, além de ter contato direto com jogadores da SK). O sucesso internacional da equipe de Counter-Strike veio quando eles assinaram com os jogadores do bem sucedido clã sueco Ninjas in Pyjamas (NiP). Em 2003, a SK Gaming se tornou a primeira organização de esporte eletrônico a contratar jogadores, começando com a equipe SK Sweden de Counter-Strike.

### Anos depois
A temporada de 2006 não trouxe sucesso ao time de Counter-Strike, mais notavelmente, o time falhou em se classificar para a Electronic Sports World Cup, na qual a Suécia foi representada pelos, até então, rivais NiP e o time Fnatic, ainda em desenvolvimento. Depois disso, o time conseguiu se qualificar para as finais da KODE5, onde conseguiram vencer duas partidas e então perderam para os Brasileiros do MIBR durante a fase de grupos. Eles perderam novamente para Wisdom Nerve Victory na fase de eliminação, ficando em 5-8° lugar geral. Entretanto, o sucesso veio para o time de Quake 4, já que o jogador Sueco Johan "Toxic" Quick conseguiu vencer oito de dez grandes torneios nesse ano, incluindo quatro de cinco torneios mundiais. Enquanto isso, o time de FIFA 06 teve um ano de sucesso, conseguindo vencer a prestigiosa Eletronic Sports League Pro Series duas vezes, e o jogador Alemão Daniel "hero" Schellhase venceu a World Cyber Games.[carece de fontes?]
Em 2008, SK Gaming começou a investir em World of Warcraft e pouco depois do lançamento de Sunwell Plateau, a raid do The Burning Crusade, a organização patrocinou Curse, uma das guildas de melhor ranking da época. O concorrente alemão do SK, Mousesports, havia reconhecimento significativo por gerenciar a Nihilum, a guilda mais bem sucedida do mundo, alcançando a grande maioria de first raid kills do mundo. Devido a diferenças de interesse, o time de PvE foi desbandido, com uma ênfase maior dada ao aspecto PvP. Próximo do fim de 2008, SK Gaming entrou no cenário competitivo dos consoles, com a aquisição de um time Alemão de Xbox.

## Divisões

### StarCraft II
Em agosto de 2010, a SK Gaming recebeu de volta o veterano em Warcraft III Fredrik "MaDFroG" Johansson, com a criação da divisão de StarCraft II.
O início de 2011 viu a entrada de Hun "inuh" Park e Jimmy "jimpo" Wölfinger para o time de StarCraft II. Esses novos jogadores, entretanto, fariam parte de uma divisão completamente nova, já que logo foi anunciado que Fredrik "MaDFroG" Johansson não seria contratado para 2011. Em 12 de março, a SK Gaming anunciou a adição do jogador Dane Johannes Sabroe "Joe" Witt ao time de StarCraft II. No dia da independência dos Estados Unidos, SK Gaming dispensou a equipe, que consistia dos jgoadores Hun "inuh" Park, Jimmy "jimpo" Wölfinger e Johannes Sabroe "Joe" Witt, devido à performances insatisfatórias. A equipe foi refeita em 15 de julho, com o início da parceria com o time coreano Old Generations (oGs), onde a SK Gaming patrocinaria Jang "MC" Min Chul e Lee "NaDa" Yun-Yeol em eventos internacionais.
No início de 2012, a parceria entre a SK Gaming e Old Generations acabou, com Jang "MC" Min Chul entrando para a organização, enquanto Lee "NaDa" Yun-Yeol permaneceu com a oGs.

### League of Legends
A Riot Games, desenvolvedora do League of Legends, anunciou em 20 de novembro de 2018 que a SK Gaming seria uma das dez equipes franquias que participariam do recém-renomeado League of Legends European Championship (LEC).

## Torneios e resultados notáveis
Lista de feitos notáveis do time e dos torneios em que ficou no top 3.
|  | Campeonato mundial |

### Counter-Strike
| Torneio | Evento                                                                    | Colocação | Ref.   |
| ------- | ------------------------------------------------------------------------- | --------- | ------ |
| CPL     | CPL Winter 2005 - Dallas                                                  | 1º        | [ 19 ] |
| CPL     | CPL Summer 2005 – Dallas                                                  | 1º        | [ 20 ] |
| CPL     | CPL Summer 2004 – Dallas                                                  | 2º        |        |
| CPL     | CPL Winter 2003 – Dallas                                                  | 1º        |        |
| CPL     | CPL Europe 2003 – Copenhague                                              | 1º        |        |
| CPL     | CPL Summer 2003 – Dallas                                                  | 1º        |        |
| CPL     | CPL Europe 2003 – Cannes                                                  | 1º        |        |
| CPL     | CPL Winter 2002 – Dallas                                                  | 3º        |        |
| CPL     | CPL Summer 2002 – Dallas                                                  | 1º        |        |
| CPL     | CPL Europe 2002 – Colônia                                                 | 3º        |        |
| ESL     | ESL Extreme Masters IV 09/10: Global Challenge New York – Nova York       | 1º        |        |
| ESL     | ESL Extreme Masters IV 09/10: Global Finals – Hanôver                     | 3º        |        |
| ESL     | ESL Extreme Masters IV 09/10: Global Challenge Dubai – Dubai              | 3º        |        |
| ESL     | ESL Extreme Masters IV 09/10: Global Challenge Chengdu – Chengdu          | 1º        |        |
| ESL     | ESL Extreme Masters III 08/09: Global Challenge Montreal – Montreal       | 2º        |        |
| ESL     | ESL Extreme Masters III 08/09: Global Challenge Los Angeles – Los Angeles | 1º        |        |
| ESL     | ESL Extreme Masters II 07/08: Global Challenge Los Angeles – Los Angeles  | 2º        |        |
| ESWC    | ESWC 2011 – Paris                                                         | 1º        |        |
| ESWC    | ESWC Masters Cheonan 2009 – Cheonan                                       | 2º        |        |
| ESWC    | ESWC 2005 – Paris                                                         | 2º        |        |
| ESWC    | ESWC 2003 – Poitiers                                                      | 3º        |        |
| KODE5   | KODE5 08/09 – Moscou                                                      | 2º        |        |
| KODE5   | KODE5 07/08 – Moscou                                                      | 3º        |        |
| WCG     | WCG 2011 – Busan                                                          | 2º        |        |
| WCG     | WCG 2008 – Colônia                                                        | 2º        |        |
| WCG     | WCG Euro Championship 2007 – Hanôver                                      | 1º        |        |
| WCG     | WCG 2003 – Seul                                                           | 1º        |        |

### Quake, Painkiller & Unreal Tournament
| Jogo                   | Evento                                                     | Jogador                   | Colocação | Ref. |
| ---------------------- | ---------------------------------------------------------- | ------------------------- | --------- | ---- |
| Quake 3                | Electronic Sports World Cup 2005                           | Fox                       | 3º        |      |
| Quake 3                | World Cyber Games 2001                                     | Stephan "SteLam" Lammert  | 3º        |      |
| Quake 4                | KODE5 Finals 2006                                          | Johan "Toxic" Quick       | 1º        |      |
| Quake 4                | QuakeCon 2006                                              | Johan "Toxic" Quick       | 1º        |      |
| Quake 4                | World Series of Video Games Intel Summer Championship 2006 | Johan "Toxic" Quick       | 1º        |      |
| Quake 4                | World Series of Video Games Sweden 2006                    | Johan "Toxic" Quick       | 2º        |      |
| Quake 4                | World Series of Video Games London 2006                    | Johan "Toxic" Quick       | 1º        |      |
| Quake 4                | DigitalLife 2006                                           | Johan "Toxic" Quick       | 1º        |      |
| Quake 4                | World Cyber Games 2006                                     | Johan "Toxic" Quick       | 1º        |      |
| Quake 4                | World Series of Video Games Finals 2006                    | Johan "Toxic" Quick       | 1º        |      |
| Quake 4                | CPL 2005 Winter                                            | Johan "Toxic" Quick       | 2º        |      |
| Painkiller             | 2005 CPL World Tour: Istanbul                              | Benjamin "zyz" Bohrmann   | 2º        |      |
| Painkiller             | 2005 CPL World Tour: Spain                                 | Stephan "SteLam" Lammert  | 1º        |      |
| Painkiller             | 2005 CPL World Tour: Brazil                                | Benjamin "zyz" Bohrmann   | 3º        |      |
| Painkiller             | 2005 CPL World Tour: Sweden                                | Jonathan "j0ntish" Sjödin | 3º        |      |
| Painkiller             | 2005 CPL World Tour: United Kingdom                        | Benjamin "zyz" Bohrmann   | 3º        |      |
| Painkiller             | Cyberathlete Professional League: Summer 2004              | Stephan "SteLam" Lammert  | 3º        |      |
| Unreal Tournament 2003 | Electronic Sports World Cup 2003                           | Christian "GitzZz" Hoeck  | 1º        |      |
| Unreal Tournament 2004 | Cyberathlete Professional League: Summer 2004              | Team                      | 1º        |      |
| Unreal Tournament 2004 | Electronic Sports World Cup 2004                           | Christian "GitzZz" Hoeck  | 2º        |      |

### Warcraft III
| Evento                                             | Jogador                     | Colocação | Ref. |
| -------------------------------------------------- | --------------------------- | --------- | ---- |
| WCG SEC 2007                                       | Mykhaylo "HoT" Novopashyn   | 1º        |      |
| World Series of Videogames, Finals 2006            | Jung Hee "jamem" Chun       | 2º        |      |
| World Cyber Games 2006                             | Mykhaylo "HoT" Novopashyn   | 3º        |      |
| KODE5 2006                                         | Andrey "Deadman" Sobolev    | 1º        |      |
| World Series of Videogames, China 2006             | Jung Hee "Sweet" Chun       | 1º        |      |
| World Series of Videogames, Sweden 2006            | Andrey "Deadman" Sobolev    | 1º        |      |
| Campeonato do Iguaçu de Warcraft III - Brazil 2006 | Ramos "SK.Cuba" Marlon      | 1º        |      |
| NGL One Season I 2006                              | Team                        | 2º        |      |
| Warcraft 3 Champions League V 2006                 | Team                        | 3º        |      |
| ClanBase EuroCup 2005                              | Mykhaylo "HoT" Novopashyn   | 1º        |      |
| CPL Summer 2005                                    | Björn "ElakeDuck" ödman     | 3º        |      |
| Electronic Sports World Cup 2005                   | Andrey "Deadman" Sobolev    | 2º        |      |
| ACON5 2005                                         | Andrey "Deadman" Sobolev    | 3º        |      |
| Warcraft 3 Champions League VII 2005               | Team                        | 3º        |      |
| World E-Sport Games I 2005                         | Tae min "Zacard" Hwang      | 2º        |      |
| Warcraft 3 Champions League VI 2004                | Team                        | 3º        |      |
| World Cyber Games 2004                             | Tae min "Zacard" Hwang      | 2º        |      |
| Electronic Sports World Cup 2004                   | Fredrik "MaDFroG" Johansson | 2º        |      |
| Electronic Sports World Cup 2004                   | Alborz "HeMaN" Haidarian    | 3º        |      |
| ACON4 2004                                         | Jung Hee "Sweet" Chun       | 3º        |      |
| Warcraft 3 Champions League V 2004                 | Team                        | 3º        |      |
| Blizzard Worldwide Invitational 2004               | Fredrik "MaDFroG" Johansson | 1º        |      |
| Cyber X Gaming 2004                                | Zdravko "Insomnia" Georgiev | 3º        |      |
| World Cyber Games 2003                             | Zdravko "Insomnia" Georgiev | 1º        |      |
| Euro Cyber Games 2003                              | Antoine "FaTC" Zadri        | 1º        |      |
| Euro Cyber Games 2003                              | Georgi "Zeerax" Marinov     | 2º        |      |
| Electronic Sports World Cup 2003                   | Alborz "HeMaN" Haidarian    | 1º        |      |
| Electronic Sports World Cup 2003                   | Fredrik "MaDFroG" Johansson | 2º        |      |
| Clikarena 2003                                     | Zdravko "Insomnia" Georgiev | 3º        |      |
| CPL Cannes 2003                                    | Zdravko "Insomnia" Georgiev | 2º        |      |
| CPL Oslo 2002                                      | Sven "Kovax" Running        | 2º        |      |
| CPL Oslo 2002                                      | Fahad "DsCo" Hamid          | 3º        |      |

### World of Warcraft
| Feito/Evento                 | Colocação | Ref. |
| ---------------------------- | --------- | ---- |
| World 1st kill de Felmyst    | 1º        |      |
| World 1st kill de M'uru      | 1º        |      |
| World 1st kill de Kil'jaeden | 1º        |      |
| MLG Columbus                 | 1º        |      |
| Finais Regionais da Blizzard | 1º        |      |

### Counter-Strike: Global Offensive
| Colocação | Data       | Torneio                                       | Fase                | Resultado | Premiação  | Ref.          |
| --------- | ---------- | --------------------------------------------- | ------------------- | --------- | ---------- | ------------- |
| 3/4º      | 16/06/2018 | ESL One: Belo Horizonte 2018                  | Semifinal           | 0 : 2     | $17,000    |               |
| 1º        | 10/06/2018 | Moche XL Esports                              | Final               | 2 : 0     | $25,000    | [ 21 ] [ 22 ] |
| 1º        | 24/05/2018 | Adrenaline Cyber League 2018                  | Final               | 3 : 1     | $65,000    | [ 23 ] [ 24 ] |
| 3º        | 11/02/2018 | cs_summit 2                                   | Final da repescagem | 0 : 2     | $19,500    | [ 25 ]        |
| 3/4º      | 27/01/2018 | ELEAGUE Major: Boston 2018                    | Semifinal           | 1 : 2     | $70,000    | [ 26 ] [ 27 ] |
| 1º        | 10/12/2017 | ESL Pro League Season 6 - Finals              | Final               | 3 : 1     | $225,000   | [ 28 ] [ 29 ] |
| 1º        | 25/11/2017 | Blast Pro Series Copenhagen 2017              | Final               | 2 : 1     | $125,000   | [ 30 ] [ 31 ] |
| 3/4º      | 18/11/2017 | IEM Oakland 2017                              | Semifinal           | 1 : 2     | $25,000    | [ 32 ]        |
| 1º        | 29/10/2017 | EPICENTER 2017                                | Final               | 3 : 2     | $250,000   | [ 33 ]        |
| 3/4º      | 16/09/2017 | ESL One: New York 2017                        | Seminfinal          | 1 : 2     | $25,000    | [ 34 ]        |
| 3º        | 03/09/2017 | ESG Tour Mykonos 2017                         | Decisão de 3º lugar | 2 : 1     | $24,056.15 | [ 35 ]        |
| 1º        | 09/07/2017 | ESL One: Cologne 2017                         | Final               | 3 : 0     | $100,000   | [ 36 ]        |
| 1º        | 25/06/2017 | Esports Championship Series Season 3 - Finals | Final               | 2 : 1     | $250,000   | [ 37 ]        |
| 1º        | 19/06/2017 | DreamHack Summer 2017                         | Final               | 2 : 1     | $50,000    | [ 38 ]        |
| 3/4º      | 03/06/2017 | ESL Pro League Season 5 - Finals              | Semifinal           | 0 : 2     | $60,000    | [ 39 ]        |
| 1º        | 07/05/2017 | Intel Extreme Masters XII - Sydney            | Final               | 3 : 1     | $100,000   | [ 40 ]        |
| 1º        | 23/04/2017 | cs_summit                                     | Final               | 3 : 1     | $63,750    | [ 41 ]        |
| 3/4º      | 29/01/2017 | Eleague Major: Atlanta 2017                   | Semifinal           | 0 : 2     | $70.000    |               |
| 3/4º      | 11/12/2016 | Esports Championship Series Season 2 - Finals | Semifinal           | 0 : 2     | $65,000    |               |
| 3/4º      | 02/12/2016 | ELEAGUE Season 2                              | Semifinal           | 0 : 2     | $60,000    |               |
| 2º        | 20/11/2016 | Intel Extreme Masters XI - Oakland            | Final               | 1 : 2     | $53,000    |               |
| 2º        | 30/10/2016 | ESL Pro League Season 4 - Finals              | Final               | 1 : 2     | $90,000    |               |
| 3/4º      | 23/10/2016 | EPICENTER 2016                                | Semifinal           | 1 : 2     | $40,000    |               |
| 3/4º      | 02/10/2016 | ESL One: New York 2016                        | Semifinal           | 1 : 2     | $25,000    |               |
| 1º        | 10/07/2016 | ESL One: Cologne 2016                         | Final               | 2 : 0     | $500,000   |               |
| 2º        | 01/05/2016 | CEVO Gfinity Season 9 Finals                  | Final               | 1 : 3     | $30,000    |               |
| 3º        | 06/12/2015 | Fragbite Masters Season 5                     | Final da repescagem | 1 : 2     | $10,590.84 |               |
| 3/4º      | 15/06/2014 | ESPORTSM 2013-2014 Finals                     | Semifinal           | 1 : 2     | $1,600     |               |
| 3º        | 14/12/2013 | Svecup 2013                                   | Decisão de 3º lugar | 2 : 0     | $3,801.25  |               |
| 3º        | 24/11/2013 | MSI Beat It                                   | Decisão de 3º lugar | 2 : 0     | $5,000     |               |